# Rabbie Namaliu
Rabbie Namaliu, född 3 april 1947 i East New Britain, död 31 mars 2023 i Rabaul, var en papuansk politiker som var Papua Nya Guineas premiärminister och regeringschef från 4 juli 1988 till 17 juli 1992.